# Gare d'Alsónemesapáti
La gare d'Alsónemesapáti (en hongrois : Alsónemesapáti vasútállomás) est une halte ferroviaire hongroise, située à Alsónemesapáti.